# Instituut Samenleving en Technologie
Het Instituut Samenleving en Technologie (IST) was van 2000 tot 2013 een autonome organisatie verbonden aan het Vlaams Parlement. Het was een para-parlementaire instelling, zoals de Vlaamse Ombudsdienst, het Kinderrechtencommissariaat en het Vlaams Vredesinstituut. Het IST had als doel de wisselwerking tussen samenleving, wetenschap en technologie zichtbaar te maken via onafhankelijk onderzoek, open debat en communicatie. Het instituut formuleerde aanbevelingen aan de leden van het Vlaams Parlement en informeerde doelgroepen en het brede publiek.

## Oprichting en opheffing
Het Instituut Samenleving en Technologie werd bij decreet van 17 juli 2000 opgericht door het Vlaams Parlement als een organisatie voor "Technology Assessment" met een onafhankelijke en autonome werking. Het droeg toen nog de naam Vlaams Instituut voor Wetenschappelijk en Technologisch Aspectenonderzoek (viWTA). Die naam werd in 2008 gewijzigd na een evaluatie.
Het Vlaams Parlement besliste om het IST op te heffen per 1 januari 2013. De "technologie-assessment"-functie van het Instituut wordt, samen met een aantal medewerkers, overgeheveld naar de Vlaamse Instelling voor Technologisch Onderzoek (VITO). Andere medewerkers blijven aangesteld binnen het Vlaams Parlement.

## Bestuur
De raad van bestuur van het Instituut Samenleving en Technologie bestond uit acht volksvertegenwoordigers uit alle fracties van het Vlaams Parlement en acht leden, deskundigen uit de Vlaamse wetenschappelijke, technologische, milieu- en sociaal-economische wereld.
De voorzitter van de raad van bestuur was eerst Robert Voorhamme (van 2001 tot 2009) en vervolgens Bart Van Malderen (van 2009 tot 2012), beiden van sp.a.
Gedurende heel het bestaan van het instituut was Robby Berloznik de directeur ervan. 

## Kerntaken
Niet alleen maakten acht parlementariërs deel uit van de Raad van Bestuur van het Instituut, het Vlaams Parlement kende specifieke opdrachten toe aan het Instituut en de Vlaamse beleidsmakers waren de primaire doelgroep van het Instituut. Het Instituut gaf de Vlaamse volksvertegenwoordigers in hun besluitvormingstaak op het vlak van wetenschaps- en technologiebeleid gefundeerd advies. Het Instituut was echter niet rechtstreeks betrokken bij de besluitvorming zelf, evenmin bij de uitvoering ervan, om zijn inhoudelijke onafhankelijkheid te garanderen. Het bracht kennis aan over achterliggende wetenschappelijke fundamenten en het peilde naar de maatschappelijke aanvaarding van nieuwe technologieën. Het formuleerde aanbevelingen over wat kan gedaan worden, eerder dan over wat moet gedaan worden.
Concreet vervulde het Instituut Samenleving en Technologie zijn taak door:
- korte voorbereidende evaluaties uit te voeren;
- langere, meer omvattende evaluaties en/of aanvragen tot advies uit te besteden aan nationale of internationale experts of onderzoeksteams;
- op gepaste wijze en schaal een constructieve dialoog te organiseren tussen betrokkenen;
- adviezen ten behoeve van het Vlaams Parlement te formuleren;
- in contact te treden met regionale, nationale en internationale organisaties die betrokken zijn bij wetenschappelijke en technologische keuzes;

## IST studies
Gedurende zijn bestaan heeft het Instituut een variëteit aan onderwerpen behandeld, van biotechnologie over mobiliteit en energiegebruik tot cyberpesten en nanotechnologie.
De gebruikte methoden waren:
- verkennende overzichtsstudies
- bevragingen van experts en stakeholders
- parlementaire hoorzittingen
- retrospectieve trendanalyses
- consensusconferenties
- publieksfora
- burgerconventies
- technologiefestivals

Voor sommige onderwerpen volstond een korte, verkennende analyse, voor andere was een diepgaand onderzoek nodig, inclusief participatie van stakeholders en publiek.
Het Instituut Samenleving en Technologie trachtte zijn werking zo nauw mogelijk af te stemmen op de behoeften van het Vlaams Parlement en te laten aansluiten bij actuele wetenschappelijke en technologische thema’s, relevant voor Vlaanderen.
Daarom voerde het Instituut regelmatig een "trendwatch" uit waarin actuele trends in de ontwikkeling van wetenschap en technologie worden geïnventariseerd. Vooral thema’s met een maatschappelijke weerslag op Vlaamse bevoegdheidsdomeinen werden weerhouden.

## Internationale context
Het Instituut Samenleving en Technologie maakte deel uit van het Europese netwerk van parlementaire technologie-instellingen: European Parliamentary Technology Assessment (EPTA) en van ETAG, European Technology Assessment Group.